# Kirowez K-700
Der Kirowez K-700 ist ein allradgetriebener Radschlepper des früher sowjetischen und jetzt russischen Herstellers Kirowez. Die Traktoren wurden ab 1962 gefertigt, der Grundaufbau wurde bei mehreren Nachfolgemodellen übernommen. Der K-700 wurde auch exportiert, das RGW-Mitglied DDR importierte ihn ab 1968.
Das Charkiwer Traktorenwerk baute ab 1972 den etwas kleineren T-150K in ähnlicher Form.

## Fahrzeuggeschichte
Der K-700 ist ein schwerer Allradtraktor der 50-Kilonewton-Zugkraftklasse mit Knicklenkung und abschaltbarem Hinterradantrieb. Das Verbindungsstück des vorderen und hinteren Rahmenteils ist um die Hoch- und die Längsachse beweglich, die Lenkung erfolgt durch seitliches Abknicken mittels Hydraulik, wobei der Knickwinkel maximal 30 bis 35 Grad beträgt. Die Achsen sind ungefedert. Der Antrieb erfolgt durch den Achtzylinder-Diesel JaMZ-238 in V-Anordnung mit einer Leistung von 215 PS (158 kW). Am 13. Juli 1962 verließ der erste Prototyp des K-700 das Werkstor in Leningrad. Bis zum Jahresende baute Kirowez insgesamt 15 K-700. 1963 wurden 50 Vorserienschlepper produziert, bis am 14. September 1964 die Großserienfertigung begann. Im gleichen Jahr wurden über 1200 K-700 ausgeliefert und bis 1975 über 100.000 K-700 produziert. Nachfolger wurde der grundlegend überarbeitete Kirowez K-700A.

### Einsatz in der DDR
Die K-700-Traktoren waren zuverlässig, vor allem auf großen, zusammenhängenden Flächen effizient und nach einer Eingewöhnung gut zu handhaben, wenn auch die Lärm- und Schwingungsbelastung des Fahrers relativ hoch war. In der DDR war ihre Größe bei Einsätzen abseits der Felder mitunter hinderlich.

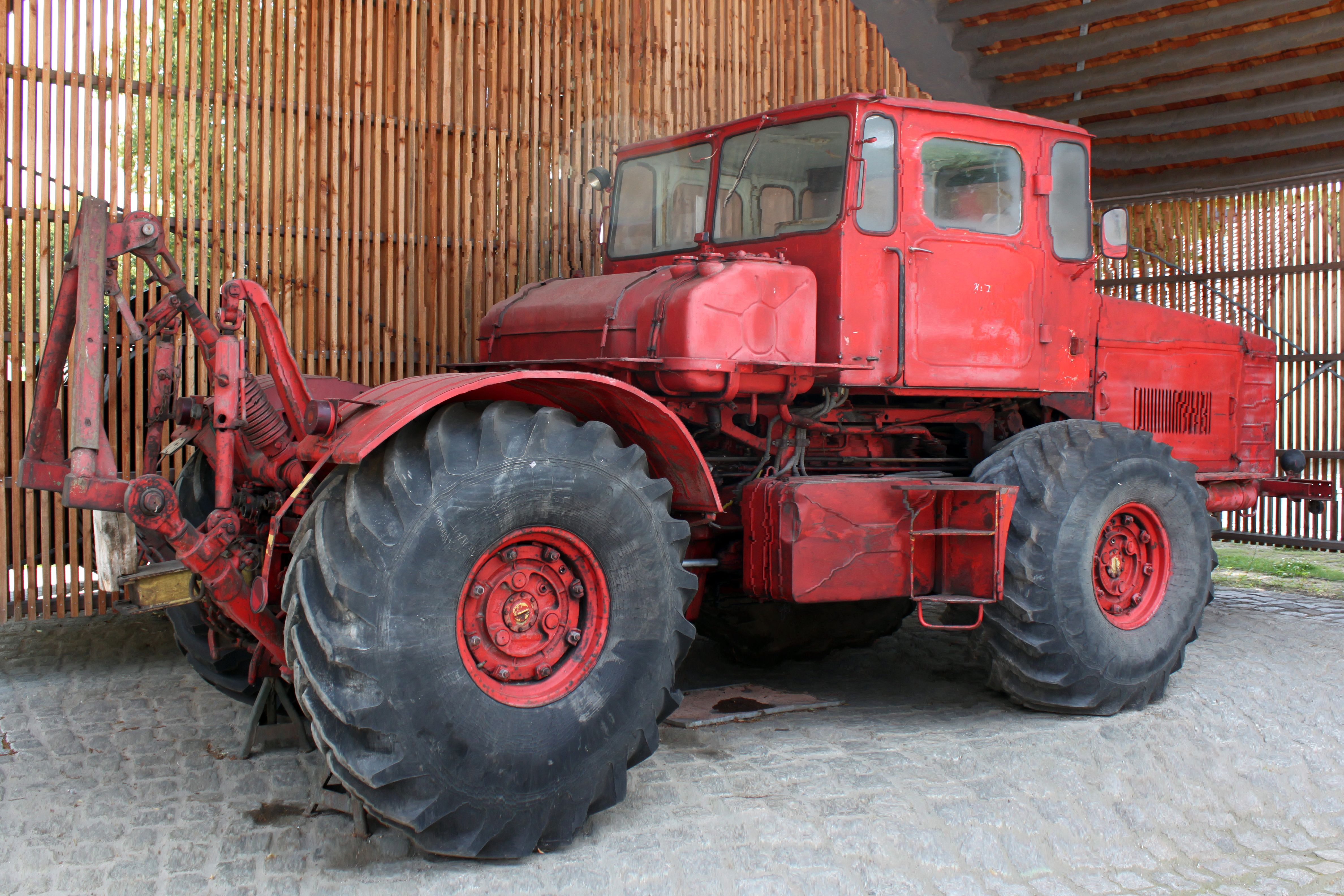
K-700 mit typischer roter Lackierung

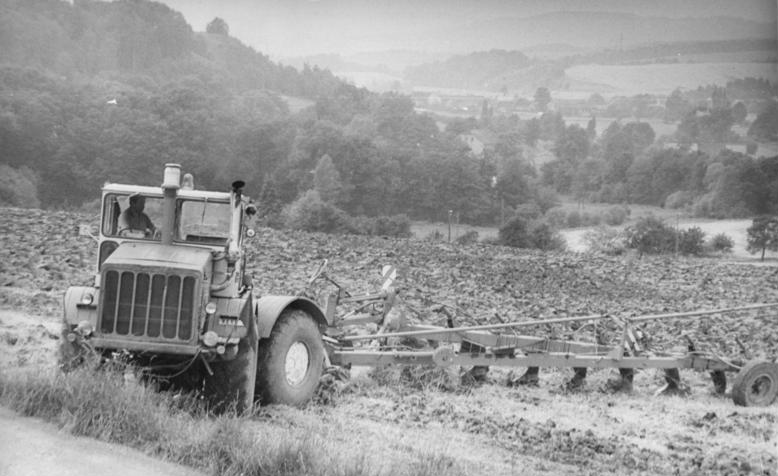
K-700 beim Stoppelfeldumbruch. Gut zu erkennen ist die Knicklenkung.

1973 wurde in der DDR veranschlagt, dass im Vergleich zum Einsatz des Fortschritt ZT 300 mit einem K-700 die Arbeitsproduktivität um das Dreifache gesteigert werden könne. Um die Kostenparameter niedrig zu halten und das Plansoll zu erfüllen, war der K-700 in der DDR-Pflanzenproduktion für die damit erforderliche Produktivitätssteigerung für die Nomenklatura unverzichtbar. Um einen K-700-Traktor wirtschaftlich optimal auszunutzen, waren laut Plansoll mindestens 1400 Arbeitsstunden oder 1600 ha Pflugarbeit pro Jahr notwendig, womit ein Einsatz auf einem volkseigenen Gut unwirtschaftlich gewesen wäre, da dort die erforderlichen Flächengrößen in der Regel nicht vorhanden waren. Für die erforderlichen 1400 Arbeitsstunden je K-700 war ein Zweischichtensystem notwendig, da im Einschichtbetrieb die notwendige stundenabhängige wirtschaftliche Arbeitsauslastung pro Jahr unter DDR-Bedingungen nicht erreichbar war. Für den Kauf eines K-700 wurden 1973 rund 100.000 Mark veranschlagt, jährlich entstanden so 12.500 Mark feste Kosten über einen Zeitraum von acht Jahren gerechnet. Hinzu kamen Versicherungskosten von 600 Mark jährlich.

## Technische Daten
Für das Modell K-700.
- Motor: JaMZ-238A,[7] später JaMZ-238NB[8]
- Motortyp: 8-Zylinder-Viertakt-Diesel, Direkteinspritzung
- Ansaugung:
  - JaMZ-238A: Freisaugend
  - JaMZ-238NB: Mit Abgasturboaufladung
- Bohrung: 130 mm
- Hub: 140 mm
- Hubraum: 14.866 cm³
- Leistung:
  - JaMZ-238A: 215 PS (158 kW) bei 2100 min−1
  - JaMZ-238NB: 215 PS (158 kW) bei 1700 min−1
- Max. Drehmoment:
  - JaMZ-238A: 80 kp·m (785 N·m) bei „nicht mehr als“ 1500 min−1
  - JaMZ-238NB: 95 kp·m (932 N·m) bei 1100–1400 min−1
- Getriebe: mechanisch, 16 Vorwärtsgänge + 8 Rückwärtsgänge
- Geschwindigkeit vorwärts: 2,9–31,8 km/h
- Geschwindigkeit rückwärts: 5,1–27,7 km/h
- Standardbereifung: 18-26 AS[9]
- Kraftstoffverbrauch bei Nennleistung (1700 min−1): „nicht mehr als“ 38 kg/h (JaMZ-238NB)[8]

Abmessungen und Gewichte
- Länge: 7010 mm
- Breite: 2530 mm
- Höhe: 3450 mm
- Radstand: 3050 mm
- Spurweite: 1910 mm
- Gewicht: 11.550 kg